# Slaget vid Dunbar (1650)
Slaget vid Dunbar var ett slag som utkämpades den 3 september 1650 under tredje engelska inbördeskriget.
Den engelska parlamentariska styrkor under Oliver Cromwell besegrade en skotsk armé under befäl av David Leslie som var lojal mot kung Karl II, som hade blivit proklamerad kung av Skottland den 5 februari 1649. Slaget vanns stort av Oliver Cromwell. Skottarna beräknas ha haft 3000 döda, medan engelsmännen inte hade en enda.